# Тульська область
Ту́льська о́бласть (рос. Ту́льская о́бласть) — суб'єкт Російської Федерації, входить до складу Центрального федерального округу.
Адміністративний центр — місто Тула.
Межує на півночі й північному сході — з Московською, на сході — з Рязанською, на південному сході й півдні — з Липецькою, на півдні й південному заході — з Орловською, на заході й північному заході — з Калузькою областями. Утворено 26 вересня 1937 року.

## Географія
Область розташована в центрі Східно-Європейської рівнини, займаючи північно-східну частину Середньоруської височини (висоти до 293 м), в межах степової і лісостепової зон. Протяжність території області з півночі на південь — 200 км, із заходу на схід — 190 км.

### Рельєф
За характером поверхні є малогорбистою рівниною, перетнутою долинами річок, балками і ярами. Зустрічаються карстові форми рельєфу — провальні вирви, улоговини, підземні порожнечі, печери (поблизу Веньова) з довгими ходами, красивими високими гротами, покритими кальцитовими натіканнями. Верхня точка поверхні — 293 метри знаходиться в селі Раєво Тепло-Огарьовського району, найнижча природна точка — 108 метрів — розташована на березі річки Ока на межі з Московською областю.

### Корисні копалини
У межах області зосереджене близько половини родовищ Підмосковного вугільного басейну, оцінюваних в 1,5 млрд т (родовища у поселень Агєєвське, Смородинське, Донський, Щокіно й Веньов).
Виявлене більш 20 родовищ стронцієвих руд із загальними прогнозними ресурсами ок. 200 млн т.
На південному заході великі родовища торфу. Значні поклади різних будівельних матеріалів, особливо вапняків, розробки яких ведуться з XIV–XV століть, а також глин, пісків і гіпсу. Є промислові запаси залізної руди, відомі кілька джерел мінеральних вод.

### Клімат
Клімат помірно континентальний, характеризується помірно холодною зимою і теплим літом. Середньорічна температура +5 °C (стандартне відхилення 11 °C), середня температура січня —10 °C, липня +20 °C. Тривалість періоду з позитивними температурами становить 220—225 днів. Річна кількість опадів змінюється від 575 мм на північному заході до 470 мм на південному сході. У безморозний період випадає 70 % опадів (максимум в липні).
У регіоні діють три метеорологічні станції (Тула, Єфремов і Волово) Росгідромету.

### Гідрографія
Більшість річок відносяться до басейну Оки — найбільшої і єдиної судноплавної річки області, невелика частина — до басейну Дону. Ока протікає по західній і північно-західній околицях області; основні притоки — Упа, Осетр, Зуша. У східній частині області знаходяться витоки і ділянка верхньої течії річки Дон; його основні притоки — Непрядва і Красива Меча. Основні водоймища: Пронське, Шатське, Черепетське, Щокінське й Любовське. Через особливість рельєфу регіону відзначається недостатня забезпеченість водою найбільших міст.

### Ґрунти
Ґрунти на північному заході дерново-підзолисті, в центральній частині сірі лісові, на півдні — деградовані і вилужені чорноземи.

### Рослинність
Ліси займають близько 3,37 тис. км² (14 % території); 2,91 тис. км² лісів становлять державний лісовий фонд, виконуючи санітарно-оздоровчі функції. Найбільш заліснений північний захід області. Ліси в основному листові (дуб, береза, осика тощо). По межі з лісостепом проходить смуга широколистих лісів (діброви з липою, кленом, ясеном, ільмом і ін.). У XVI—XVII століттях вони служили захистом південних меж Російської держави і знаходилися під особливою охороною.
Для експлуатації придатне 8 млн м³ деревини. Розрахункова лісосіка використовується на 70-80 %.

### Тваринний світ
На території області водяться вовк, лисиця руда, лось, свиня дика, видра річкова, тхір лісовий, заєць сірий, вивірка лісова, ховрах крапчастий і інші види тварин.
З птахів найпоширеніші граки, шпаки, ластівки, стрижі, горобці, витчи, кулики;
з риб — плітка, окунь, лящ, щука, минь.

### Екологія
Область постраждала в результаті катастрофи на Чорнобильській АЕС, в результаті радіоактивних опадів деякі землі були заражені і стали непридатними до використання для сільського господарства. За деякими даними, в місті Плавські досі зберігається підвищений радіаційний фон близько 20 мікрорентген в годину.
Вогнищами підвищених концентрацій забруднюючих речовин є промислові міста, особливо: Алексин, Тула, Щокіно, Новомосковськ, Узлова й Кимовськ.

## Історія
В VII столітті на територію, що включає і сучасну Тульську область, прийшло слов'янське плем'я в'ятичів. В'ятичі платили данину хозарам, пізніше (з 986) — київським князям. У період феодальної роздробленості тульські землі увійшли до складу Чернігівського, потім Рязанського князівств, а частково були приєднані до Литви.
Перша згадка про Тулу датована до 1146 роком.
У 1380 в південно-східній частині сучасної області, при впадінні річки Непрядви до Дону, відбулася історична Куликовська битва.
У 1503 тульські землі були приєднані до Московського князівства.
У XVI — XVII століттях Тула була важливим укріпленим пунктом на південній околиці Московської держави. На тульській землі проходила прикордонна Засічна лінія і знаходилися міста-фортеці.
Промисловий розвиток краю почався в XVII столітті. У 1696 тульський коваль Микита Демидов у гирла річки Тулиці побудував перші домни і молотові майстерні, які дали початок розвитку ковальської справи в Тулі. Місто стало одним з центрів металургії і металообробки на Московщині. У 1712 указом Петра Першого в Тулі заснований Державний збройовий завод, що постачав першокласну зброю для московської армії.
9 березня 1777 утворена Тульська губернія. Організацією губернії зайнявся калузький намісник Кречетников.
19 вересня 1777 утворено Тульське намісництво. У 1796 намісництво скасовано, але губернія збереглася. У цей час в Тулі отримали розвиток виробництва самоварів, пряників, гармонік. З пуском в експлуатацію в 1855 Мальовської копи (на південь від Богородицька) в губернії починається постійний видобуток вугілля Підмосковного басейну — найстаршого вуглепромислового району Росії, родовища якого були відкриті ще в 1722 кріпосними селянами І. Палициним і М. Титовим. Розвитку промисловості в краю сприяло будівництво залізниць Москва—Курськ в 1864–1868 і Сизрань—Вязьма в 1870–1874.
У 1937 утворена Тульська область. У роки Німецько-радянської війни на території області йшли жорстокі бої з нацистськими загарбниками. За мужність і стійкість, проявлені захисниками Тули при героїчній обороні міста, що зіграла важливу роль у розгромі ворожих військ під Москвою, Тула удостоєна почесного звання «Місто-герой».
Тульський обласний комітет ВКП(б)—КПРС очолювали: Жаворонков Василь Гаврилович (1938—1943), Чмутов Микола Іванович (1943—1948), Шалков Іван Андрійович (1948—1952), Недосєкін Віктор Іванович (1952—1953), Гусаров Микола Іванович (1953—1955), Хворостухін Олексій Іванович (1955—1960), Чуканов Олімп Іванович (1960—1961, промисловий у 1963—1964), Юнак Іван Харитонович (1961—1985, сільський у 1963—1964), Литвинцев Юрій Іванович (1985—1990), Костюрін Олексій Іванович (1990—1991).
У післявоєнні роки в Тульській області подальший розвиток отримали машинобудівна, хімічна, металургійна, вугільна промисловість, виникли науково-дослідні інститути та конструкторські бюро.

## Населення
Населення області — 1580,5 тис. осіб (2006). Густота населения: 61,5 осіб/км², питома вага міського населення: 80,0 % (2006).
Населення практично мононаціональне: більшість росіяни.
| Народ                                       | Чисельність, 2002, тис. | %          |
| ------------------------------------------- | ----------------------- | ---------- |
| Росіяни                                     | 1595,6                  | 94 %       |
| Українці                                    | 22,3                    | 1,3 %      |
| Татари                                      | 9,0                     | 0,5 %      |
| Вірмени                                     | 6,5                     | 0,4 %      |
| Білоруси                                    | 6,0                     | 0,4 %      |
| Німці                                       | 4,7                     | 0,3 %      |
| Азербайджанці                               | 4,5                     | 0,3 %      |
| Цигани                                      | 3,8                     | 0,2 %      |
| Грузини                                     | 1,9                     | 0,1 %      |
| Молдовани                                   | 1,7                     | 0,1 %      |
| Євреї                                       | 1,3                     | менш 0,1 % |
| Мордва                                      | 1,2                     | менш 0,1 % |
| Чуваші                                      | 1,1                     | менш 0,1 % |
| показані народи з кількістю понад 1000 осіб |                         |            |

## Адміністративний поділ

### Муніципальні утворення
З 2006 року в Тульській області існує 179 муніципальних утворів, з них:
- 3 міських округи
- 23 муніципальних райони
- 41 міське поселення
- 112 сільських поселень

В 2005 році у Новомосковську й Новомосковському районі пройшов референдум про наділення Новомосковська статусом міського округу, однак населення району проголосувало проти.
Міські округи:
- Тула
- Донський
- Новогуровський

Муніципальні райони:
- Алексінський район
- Арсеньєвський район
- Бєльовський район
- Богородицький район
- Веньовський район
- Воловський район
- Дубенський район
- Єфремовський район
- Заоцький район
- Кам'янський район
- Кимовський район
- Кирєєвський район
- Куркинський район
- Ленінський район
- Новомосковський район
- Одоєвський район
- Плавський район
- Суворовський район
- Тепло-Огарьовський район
- Узловський район
- Чернський район
- Щокінський район
- Ясногорський район

## Економіка
У структурі ВВП регіону на 2005 рік (108,7 млрд руб.) виділяються: обробні виробництва — 32,0 %; виробництво й розподіл електроенергії, газу, води — 6,5 %; оптова й роздрібна торгівля, ремонт — 17,3 %; у сільськім господарстві проводиться 8,8 % у транспорті й зв'язку — 8,6 % ВВП.

### Промисловість
Структура промислового виробництва на 2002 рік: хімічна галузь — 23 %, машинобудування — 22 %, харчова промисловість — 21 %, чорна металургія — 15 %, електроенергетика — 10 %.

#### Хімічна й нафтохімічна
Виробництво мінеральних добрив (Щокіно й Новомосковськ), побутової хімії (Новомосковськбитхім-Procter & Gamble), синтетичного каучуку (Єфремов), гумовотехнічних виробів, синтетичних смол і пластичних мас (Узлова), синтетичних барвників, хімічних волокон і ниток (Щокіно).

#### Машинобудування
Оборонное (КБП, Тульський збройовий завод), сільськогосподарське (Тула, Плавськ), електроніка (Донський і Богородицьк), підйомно-транспортне, гірничо-шахтне й гірничо-рудне (Ясногорськ, Тула), хімічне й нафтохімічне, машинобудування для легкої й харчової промисловості.

#### Харчова промисловість
Найяскравіший представник — виробник знаменитих пряників — кондитерська фабрика «Ясна Поляна». Великими представниками галузі є: Тульський комбінат хлібопродуктів (борошно й комбікорму), Товарковський (Продімекс) і Куркинський цукрові заводи.

#### Металургія
Виробництво чорних металів повного циклу (Тула), доменна (Суворов, Тула), порошкова й кольорова металургія (Тула).
Крім того, представлені промисловість будівельних матеріалів (ведеться будівництво цементного заводу потужністю 2 млн т/рік у Новогуровському) і легка (текстильна, швейна) промисловість.

#### Енергетика
Найбільший об'єкт — Черепетська ДРЕС у м. Суворов електричною потужністю в 1500 МВТ, в 2006 році вироблення склало 3,4 млрд кВт·г електроенергії, відпущено 200,4 тис. Гкал теплової енергії.
Крім того, діють: Щокінська (400 МВТ)і Новомосковська ДРЕС (261 МВТ, 866 Гкал/година), Алексинська (102 МВТ, 215 Гкал/година), Первомайська (105 МВТ, 774 Гкал/година) і Єфремовська (160 МВТ, 720 Гкал/година) ТЕЦ.
Загальні потужності в регіоні — 2528 МВТ, однак середньорічне вироблення близько 6,5 млрд кВт·г і становить тільки половину потреби регіону.

#### Паливна промисловість
Основана на запасах бурого вугілля, на 2002 рік діяли 3 шахти («Підмосковна» і «Бельковська» у Веньовском, «Васильєвська» у Кирєєвском районі) і 1 розріз «Кимовський». Видобуток в 2001 році склав 1 млн т (в 1980-i показник досягав 25 млн т у рік), що покриває потребу у вихідних енергоресурсах на більш 10 %. На 2006 рік діє програма ліквідації вугільних вироблень, у тому числі шахт Бельковська й Кимовського розрізу.
Баланс котельно-грубного палива на 75 % — природний газ, на 23 % — вугілля (2004).
Поставки енергоресурсів в 1999 році:
- Природний газ — 7,2 млрд м³
- Кам'яне вугілля — 973 тис. т
- Нафтопродукти — 571 тис. т
- Імпорт електроенергії — близько 3 млрд кВт·г

## Транспорт
Відстань від Тули до Москви — 193 кілометри.
Транспортна мережа регіону своєю розвиненістю вигідно відрізняється від сусідніх регіонів і з них уступає лише Московській області.

### Автомобільний
Автомобільні шляхи федерального значення: М2 «Крим», М4 «Дон», незначна ділянка М6 «Каспій», Калуга — Тула — Михайлов — Рязань, Калуга — Перемишль — Бєльов — Орел. Основні автомобільні вузли — міста Тула, Єфремов, Бєльов і Веньов. На кінець 2001 р. довжина автомобільних шляхів загального користування — 5150 км, з них із твердим покриттям — 98,5 %.
Область має безпересадочні пасажирські зв'язки з Москвою, із центрами Брянської, Воронезької, Тамбовської, Орловської, Курської, Калузької, Липецької, Рязанської областей.

### Залізничний
Залізниці: магістральні Москва — Харків — Сімферополь (через Ясногорськ, Тулу, Щокіно й Плавськ), Москва — Донбас (через Веньов, Узлову, Богородицьк і Єфремов), одноколійні тепловозні лінії Сизрань — Вязьма (через Кимовськ, Донський, Тулу й Алексин) і гілка від Тули на Сухиничі (через Суворов), частково закрита лінія Сухиничі — Первомайський (через Бєльов, Арсеньєве, Тепле, Волово й Куркино). Крім того, на околицях Новомосковська густа мережа відомчих ліній до промислових підприємств і вугільним шахтам, названа «Тульським вузлом». Найбільші локомотивні депо в містах Тула, Узлова, Новомосковськ; дрібніші в Алексині, Скуратово, Теплому, Єфремову й Куликовом Полі.
Загальна довжина залізничних ліній становить близько 1 тис. км, із центрів муніципальних районів лише селища Одоєв, Чернь і Архангельське не мають прямого виходу до залізничної мережі.
Щодня між Москвою й Тулою курсує швидкісний пасажирський електропоїзд, час у дорозі 2 години 20 хвилин. А по вихідних, крім того, уведений експрес до селища Чернь, час у дорозі 3 години 25 хвилин.

### Водний
Регіон має вихід на річкову мережу європейської частини Росії, у перелік внутрішніх водних шляхів включена річка Ока від Калуги, пристані в місті Алексин у сіл Єгнишевка й Бехово. Основні перевезення на ділянці здійснює ВАТ «порт Серпухов»: туристичні рейси по мальовничих маршрутах Серпухов — Таруса із численними будинками відпочинку, туристичними базами й дитячими таборами; видобуток і перевезення нерудних корисних копалин.

### Авіатранспорт
Аеродром «Клоково» (асфальтобетон 1800 м) під Тулою з аеропортовим будинком, занедбаний аеродром «Єфремов» під Єфремовим і кілька аеродромів і майданчиків, у тому числі військових із ґрунтовими ВПП. Інфраструктура аеродромів в основному зруйнована, польоти, крім військово-навчальних, практично не відбуваються.

### Енерготранспорт
Тула — значний вузол магістральних газопроводів, через регіон проходять газопроводи: «Ямбург — Тула-2», «Північний Кавказ — Центр», «Тула — Торжок», «Єлець — Серпухов», «Тула — Шостка — Київ», одна з гілок «Нижній Новгород — Центр»), крім селища Пришня велика компресорна станція розміщена в Єфремову («Єлець — Серпухов»). Тільки для внутрішнього споживання в регіон подається близько 7 млрд м³/рік, повний транспорт газу перевищує 13 млрд м³/рік.
Через регіон проходить нафтопродуктопровід Рязанський НПЗ — Орел з відгалуженням на Калугу, що здійснює забезпечення паливом півдня центрально-європейської частини й експортні поставки. Обсяг перекачування через регіон становить більш 4 млн т/рік.
Регіон перетинає магістральна ЛЕП Смоленська АЕС — ПС Михайловська (Рязанська область). З єдиної енергосистеми в область перекидається половина потреби — близько 6,5 млрд кВт·г/рік (еквівалентно близько 2,2 млрд м³ газу, як палива для типовий ТЕС).

## Сільське господарство
Сільськогосподарські вгіддя займають 1740 тис. га (2001), або 68 % загальної площі регіону. Рілля займає 1465 тис. га (84 % сільгоспугідь). У структурі посівних площ 54 % припадає на зернові.
Сільське господарство найрозвиненіше в південній лісостеповій частині регіону, тут поширене вирощування зернових (ячмінь, пшениця) і кормових культур, вирощування цукрового буряка, м'ясо-молочне скотарство й свинарство. У північних районах переважає молочно-м'ясне скотарство, вирощування кормових культур і картоплярство. Вогнищами одержали розвиток плодово-ягідне садівництво й овочівництво.
У 2006 році зроблене: молока — 145,9 тис. т; м'яса — 57,8 тис. т; яєць — 523,7 млн шт.; зерна — 819,0 тис. т; цукрового буряка — 316,1 тис. т; картоплі — 739,8 тис. т. У вартісній оцінці виробництво склало 17,8 млрд руб.

## Релігія
Основна релігія — православне християнство. Значна частина релігійних організацій належить Тульської й Белевської єпархії Російської Православної Церкви. Серед монастирів можна виділити Богоявленський монастир і Веньов-Нікольський монастир. Із протестантських напрямків християнства діє Церква адвентистів сьомого дня, є навчальний заклад — Заоцький адвентистський університет.

## Визначні пам'ятки, рекреація, спорт
Події, якими багата історія тульського краю, знайшли своє віддзеркалення в пам'ятниках старизни, меморіальних спорудах, музейних реліквіях. Це стародавні городища, залишки оборонних споруд засічной межі, архітектура стародавніх російських міст, церков, старовинних садиб, садово-паркові комплекси, Тульський кремль.
Ясна Поляна — місце життя і творчості письменника Льва Толстого. Тут він народився і прожив велику частину свого життя. Тут же, в лісі на краю яру, розташована його могила. У Ясній Поляні були задумані і написані багато з його творів.
За 11 кілометрів на північний захід від міста Суворов, на лівому березі річки Черепеть, розташувався бальнеогрязевий курорт Країнка (заснований в 1847 під назвою Лихвинські Мінеральні води).
Популярні місця туризму також — Куликово поле, Поленово (музей чудового російського художника Поленова), Богородицьк з широко відомим палацово-парковим ансамблем XVII століття. Цікава система підземних ходів Гур'євских каменоломень.

### Спорт
Футбольний стадіон Арсенал місткістю 20 048 людей, футбольні клуби Арсенал і Оружейник.

## Обласна влада
30 березня 2005 депутати Тульської обласної думи наділили губернаторськими повноваженнями заступника начальника й головного інженера тульського оборонного ГУП «КБ приладобудування» В'ячеслава Дудку (нар. в 1960). На цьому пості він перемінив члена КПРФ Василя Стародубцева, що двічі всенародно обирався главою регіону. Кандидатуру Дудки Володимир Путін вніс у тульський парламент 25 березня.
Його кандидатуру підтримали 37 депутатів (при необхідному мінімумі 25 голосів), один утримався, шестеро були відсутні.
З 2 лютого 2016 року указом Володимира Путіна виконуючим обов'язки губернатора Тульської області призначено Олексія Дюміна. На цій посаді Дюмін змінив Володимира Груздєва, який пішов у відставку з цієї посади за власним бажанням.